# Marguerite-Louise Couperin
Marguerite-Louise Couperin (Parijs, 1676 of 1679 – Versailles, 30 mei 1728) was als dochter van François Couperin l'Ancien, de oom van François Couperin, bijgenaamd Le Grand, lid van de componistenfamilie Couperin. Volgens de beschrijving van Titon du Tillet heeft zij dertig jaar lang als sopraan het ambt van ordinaire de la musique de Chambre du Roy bekleed. In de voorloper van de Mercure de France, de Mercure Galant kreeg zij goede kritieken, met name voor de uitvoering van de werken van haar neef François. Het schijnt dat zij ook met hem heeft opgetreden. Er zijn van Marguerite-Louise Couperin geen werken bekend.